# 赵东寰
赵东寰（1907年—2002年），辽宁省法库县人，中国人民解放军开国少将。
赵东寰于1936年参加西安事变，1937年加入中国共产党。抗日战争时期，他先后任人民自卫军团长，北上挺进支队司令员，八路军南下支队参谋长、副司令员，分区参谋长、副司令员、司令员等职。他指挥河北省梅花镇军民，同前来进攻的日军进行战斗。随即，他在冀中12县组织开展游击战争，参加了百团大战，为创建晋冀鲁豫敌后抗日根据地做出了贡献。第二次国共内战时期，他历任中原野战军第一纵队参谋长、辽西军区第二军分区司令员、辽西军区副参谋长兼后勤部长、骑兵支队司令员、东北民主联军独立第十师师长、第四野战军四十二军副军长等职，参加了第二次四平战役、临江战役、东北1947年冬季战役、长春围困战和辽沈战役、平津战役、渡江战役、衡宝战役，以及伏牛山和嵩山地区的大规模剿匪运动。
中华人民共和国成立后，他历任中南军区人民武装部第一副部长，华南军政干校校长、高级工兵学校校长、军委军事建筑部副部长、军委特种工程指挥部参谋长、中国人民解放军工程兵工程部部长等职。他坚守在国防施工一线，成为了中国酒泉卫星发射中心、中国核试验基地的建设者之一。